# 東鳳翩山
東鳳翩山（ひがしほうべんざん）は、山口県山口市と山口県萩市に跨る標高734.2mの山で、中国山地の一部、長門（ながと）山地を代表する山。新日本百名山の一座。

## 概略
山口市吉敷、萩市佐々並、美祢市美東町綾木の市境に位置する西鳳翩山（標高741.9m）と対を成す山で、東鳳翩山はその秀麗な形から県都山口市のシンボルの一つになっている。旧小郡町から望むと1000m峰のような雄大さを見せ、同郷の出身である岸信介が「吉敷富士」と呼んだという。頂上は数十年前に起こった山火事で木々がなくなったため、山口市やその周辺の山々を360度一望することができる。
登山口は山口市側に2箇所、一の坂ダム上流の公園近くの二ツ堂からのルートと、山口市・萩市境の21世紀の森（県道山口旭線・旧萩往還沿い）からのルートがあり、特に二ツ堂からのルートは80分程度で比較的手軽に登頂できるため、家族向け・初心者向けの登山スポットとして人気がある。西鳳翩山との間は尾根沿いに約8kmの縦走ルートが整備されている。
なお、山口市仁保には東方便山（標高:359.8m）という似た名前の山がある。

## 関連画像

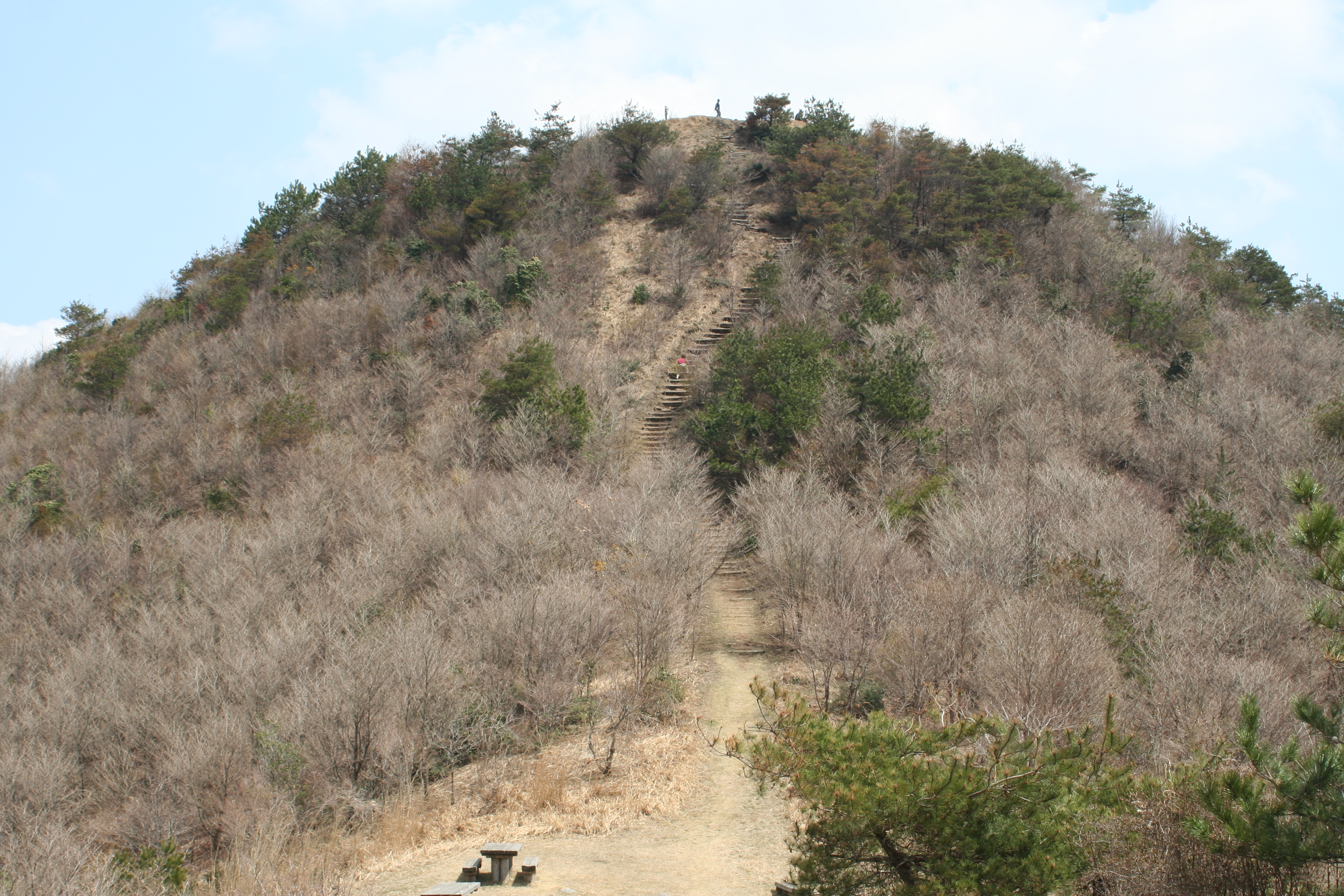
西側肩口から頂上を見上げる
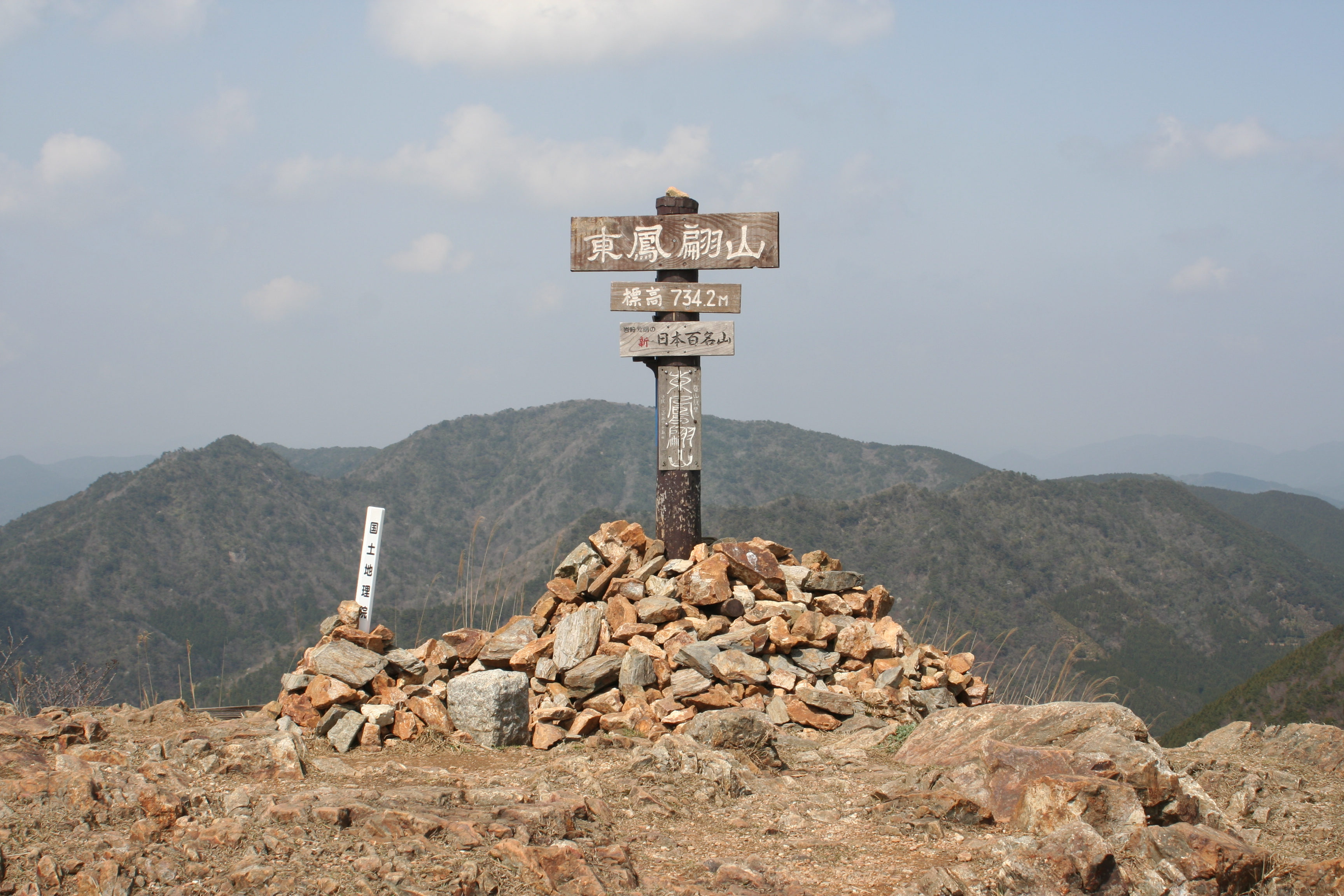
東鳳翩山山頂

## 周辺施設
- 一の坂ダム
- 錦鶏の滝
- 21世紀の森